# Johny Hendricks
Johny Harvey Hendricks (Ada, 12 settembre 1983) è un ex lottatore di arti marziali miste statunitense.
Ha combattuto nella divisione dei pesi welter per l'organizzazione UFC, nella quale è stato campione di categoria nel 2014; in precedenza era stato un contendente al titolo nel 2013 venendo sconfitto per decisione non unanime dal fuoriclasse canadese Georges St-Pierre.
Annuncia il ritiro dalle MMA nel 2018.Attualmente lavora a tempo pieno come poliziotto in Texas.

## Caratteristiche tecniche
Hendricks può essere indicato come l'esempio perfetto del lottatore che negli anni 2010 risultò notevolmente efficace: dotato di un ottimo background nella lotta libera, successivamente sviluppò un buon striking e un pericoloso pugno da KO.

## Carriera nella lotta libera
Hendricks è stato un lottatore collegiale e universitario di successo: con la Oklahoma State University ha vinto il titolo NCAA della categoria 165 libbre nel 2005 e 2006, mentre nel 2007 è arrivato secondo perdendo il suo primo incontro della sua carriera contro Mark Perry dopo 56 vittorie consecutive.
È stato quattro volte un all-american e per tre volte campione del Big 12 Conference (2005, 2006 e 2007).
Al Dream Team Classic del 2002 in una gara di lotta folkstyle sconfisse il futuro lottatore olimpico e campione di MMA Ben Askren.

## Carriera nelle arti marziali miste

### Inizi
Hendricks inizia come professionista nelle arti marziali miste nel 2007 con alcune federazioni minori.
Nel 2008 entra nella World Extreme Cagefighting dove combatte un paio di incontri, vincendoli entrambi.

### Ultimate Fighting Championship
L'esordio in UFC di Hendricks risale all'8 agosto 2009 contro Amir Sadollah, incontro vinto in soli 29 secondi per KO Tecnico.
Da lì al 2011 Hendricks mette a segno un record di 7-1 (patisce una sola sconfitta contro Rick Story) che gli permette di essere segnalato come uno dei migliori lottatori della sua categoria di peso; in particolare sconfigge per KO dopo soli 12 secondi dall'inizio dell'incontro Jon Fitch, lottatore che già aveva combattuto per il titolo contro Georges St-Pierre.
Si ripete contro un altro mostro sacro della categoria quale è Josh Koscheck, vincendo di misura per decisione dei giudici di gara un incontro che comunque lo ha visto condurre il tabellino del numero di colpi portati e messi a segno.
Nel novembre 2012 a Montréal cementa definitivamente la sua posizione di contendente numero uno al titolo dei pesi welter UFC stendendo l'altro top contender e abile kickboxer Martin Kampmann in meno di un minuto con un altro dei suoi trementi pugni; nello stesso evento Georges St-Pierre si riconfermò campione indiscusso battendo il campione ad interim Carlos Condit, e l'unico impedimento per la sfida tra il canadese ed Hendricks era il tanto parlato superfight tra St-Pierre ed il campione dei pesi medi UFC Anderson Silva.
Invece in dicembre Dana White prese una decisione prettamente a sfondo commerciale scegliendo Nick Diaz come contendente al titolo, in quanto quest'ultimo aveva già da tempo instaurato un feud con Georges St-Pierre, e Hendricks dovette combattere ancora, questa volta contro un altro top 10 di categoria, Carlos Condit, in sostituzione dell'indisponibile Rory MacDonald: Hendricks, numero 1 nel ranking dei contendenti al titolo dei pesi welter, riuscì nell'impresa di sconfiggere ai punti l'ex contendente al titolo Condit, classificato al secondo posto tra i contendenti di categoria, e di conseguenza ottenne la possibilità di sfidare St-Pierre; l'incontro ottenne il riconoscimento Fight of the Night.
Nel novembre 2013 Hendricks affrontò il campione in carica Georges St-Pierre, numero 2 del ranking pound for pound ed il campione UFC tra quelli in carica con il maggior numero di difese del titolo: Hendricks fu il primo a mettere seriamente in difficoltà il fuoriclasse canadese per tutti e cinque i round, riuscendo a portare buoni colpi e a difendere buona parte dei takedown; alla fine il match risultò equilibrato e due giudici su tre diedero la vittoria a St-Pierre, ed entrambi gli atleti vennero premiati con il riconoscimento Fight of the Night.

#### Campione dei pesi welter UFC e perdita del titolo
Dopo quell'incontro Georges St-Pierre prese la decisione di ritirarsi temporaneamente dalle MMA lasciando il titolo vacante, e fu proprio Hendricks a venire scelto come uno dei contendenti alla cintura di campione assieme a Robbie Lawler: i due si sfidarono il 15 marzo 2014 a Dallas con l'evento UFC 171: Hendricks vs. Lawler, e in un incontro equilibrato Hendricks divenne il nuovo campione dei pesi welter UFC con tutti i giudici che assegnarono tre round su cinque a "Bigg Rigg"; entrambi gli atleti vennero premiati con il riconoscimento Fight of the Night, ed Hendricks riportò lo strappo di un bicipite che richiese un'operazione chirurgica.
Tornò a difendere il titolo solamente in dicembre in un rematch contro Robbie Lawler, il quale nel frattempo aveva vinto due incontri: Hendricks adottò una strategia maggiormente improntata sulla lotta, ma le sue continue fasi di stallo nei molti vani tentativi di portare Lawler a terra non giocarono a suo favore, e al termine dei cinque round due dei tre giudici di gara assegnarono la vittoria al rivale nonostante Hendricks ebbe dalla sua un maggior volume di colpi.
Vista la controversia nel risultato i due avversari sembravano indirizzati verso un terzo match, ma l'UFC decise di far lottare Hendricks contro il top 10 Matt Brown per marzo 2015, match che vinse per decisione unanime.
A ottobre doveva affrontare Tyron Woodley, in un match valido come eliminatoria per il titolo dei pesi welter UFC. Tuttavia, durante il giorno della verifica del peso, Hendricks soffrì di calcoli renali e di un blocco intestinale causato dall'eccessivo taglio del peso. L'intero match venne cancellato.
A febbraio affrontò invece il talentuoso Stephen Thompson all'evento UFC Fight Night 82. Nonostante fosse il favorito, Hendricks venne sconfitto per KO tecnico a soli 3 minuti dall'inizio dell'incontro, soffrendo i colpi veloci e vari del suo avversario. Questa fu la prima volta che Hendricks veniva finalizzato in un incontro di MMA.
Il 9 luglio affrontò Kelvin Gastelum all'evento UFC 200 che si svolse tra la notte del 9-10 di Luglio alla MGM Grand Garden Arena in Las Vegas Nevada. Durante la verifica del peso Hendricks superò il limite massimo, andando a pesare 77,65 kg, costringendo la UFC a cambiare la categoria in catchweight, a quel punto la UFC gli tolse il 20% dal Budget Annuale. Hendricks perse l'incontro contro Gastelum per decisione unanime a UFC 200.
A dicembre del 2016 dovrà affrontare Neil Magny all'evento UFC 207. Durante la cerimonia del peso, Hendricks non riuscì a raggiungere il peso prestabilito, pesando infatti 78,7 kg; l'incontro venne quindi spostato nella categoria catchweight. Questa fu la seconda volta di fila, che Johny superò il limite del peso. Magny vinse il match per decisione unanime, anche se molti ritenevano Hendricks il vincitore effettivo dell'incontro, dato che riuscì a portare a segno molti takedown, a differenza di Magny che riuscì ad applicare soltanto due tentativi di strangolamento a triangolo.
Il 19 febbraio 2017 debutta nella categoria dei pesi medi vincendo per decisione unanime contro Hector Lombard prima di subire due sconfitte consecutive contro Tim Boetsch (mancando per la terza volta il limite di peso) e Paulo Costa.

## Risultati nelle arti marziali miste
| Risultato | Record | Avversario        | Metodo                                 | Evento                                  | Data              | Round | Tempo | Città                        | Note                                                               |
| --------- | ------ | ----------------- | -------------------------------------- | --------------------------------------- | ----------------- | ----- | ----- | ---------------------------- | ------------------------------------------------------------------ |
| Sconfitta | 18-8   | Paulo Costa       | KO tecnico (pugni)                     | UFC 217: Bisping vs. St-Pierre          | 4 novembre 2017   | 2     | 1:23  | New York, Stati Uniti        |                                                                    |
| Sconfitta | 18-7   | Tim Boetsch       | KO tecnico (calcio alla testa e pugni) | UFC Fight Night: Chiesa vs. Lee         | 25 giugno 2017    | 2     | 0:46  | Oklahoma City, Stati Uniti   | Incontro catchweight (188 libbre)                                  |
| Vittoria  | 18-6   | Hector Lombard    | Decisione (unanime)                    | UFC Fight Night: Lewis vs. Browne       | 19 febbraio 2017  | 3     | 5:00  | Halifax, Canada              | Debutto nei Pesi medi                                              |
| Sconfitta | 17-6   | Neil Magny        | Decisione (unanime)                    | UFC 207: Nunes vs. Rousey               | 30 dicembre 2016  | 3     | 5:00  | Paradise, Stati Uniti        | Incontro catchweight (173.5 libbre)                                |
| Sconfitta | 17-5   | Kelvin Gastelum   | Decisione (unanime)                    | UFC 200: Tate vs. Nunes                 | 9 luglio 2016     | 3     | 5:00  | Las Vegas, Stati Uniti       | Incontro catchweight (171.25 libbre)                               |
| Sconfitta | 17-4   | Stephen Thompson  | KO Tecnico (pugni)                     | UFC Fight Night: Hendricks vs. Thompson | 6 febbraio 2016   | 1     | 3:31  | Las Vegas, Stati Uniti       |                                                                    |
| Vittoria  | 17-3   | Matt Brown        | Decisione (unanime)                    | UFC 185: Pettis vs. dos Anjos           | 14 marzo 2015     | 3     | 5:00  | Dallas, Stati Uniti          |                                                                    |
| Sconfitta | 16-3   | Robbie Lawler     | Decisione (non unanime)                | UFC 181: Hendricks vs. Lawler II        | 6 dicembre 2014   | 5     | 5:00  | Las Vegas, Stati Uniti       | Perde il titolo dei pesi welter UFC                                |
| Vittoria  | 16-2   | Robbie Lawler     | Decisione (unanime)                    | UFC 171: Hendricks vs. Lawler           | 15 marzo 2014     | 5     | 5:00  | Dallas, Stati Uniti          | Vince il titolo dei pesi welter UFC, Fight of the Night            |
| Sconfitta | 15-2   | Georges St-Pierre | Decisione (non unanime)                | UFC 167: St-Pierre vs. Hendricks        | 16 novembre 2013  | 5     | 5:00  | Las Vegas, Stati Uniti       | Per il titolo dei pesi welter UFC, Fight of the Night              |
| Vittoria  | 15-1   | Carlos Condit     | Decisione (unanime)                    | UFC 158: St-Pierre vs. Diaz             | 16 marzo 2013     | 3     | 5:00  | Montréal, Canada             | Eliminatoria per il titolo dei pesi welter UFC, Fight of the Night |
| Vittoria  | 14-1   | Martin Kampmann   | KO (pugno)                             | UFC 154: St-Pierre vs. Condit           | 17 novembre 2012  | 1     | 0:46  | Montréal, Canada             | KO of the Night                                                    |
| Vittoria  | 13-1   | Josh Koscheck     | Decisione (non unanime)                | UFC on Fox: Diaz vs. Miller             | 5 maggio 2012     | 3     | 5:00  | East Rutherford, Stati Uniti |                                                                    |
| Vittoria  | 12-1   | Jon Fitch         | KO (pugno)                             | UFC 141: Lesnar vs. Overeem             | 30 dicembre 2011  | 1     | 0:12  | Las Vegas, Stati Uniti       | KO of the Night                                                    |
| Vittoria  | 11–1   | Mike Pierce       | Decisione (non unanime)                | UFC 133: Evans vs. Ortiz                | 6 agosto 2011     | 3     | 5:00  | Filadelfia, Stati Uniti      |                                                                    |
| Vittoria  | 10–1   | TJ Waldburger     | KO Tecnico (pugni)                     | UFC Fight Night: Nogueira vs. Davis     | 26 marzo 2011     | 1     | 1:35  | Seattle, Stati Uniti         | KO of the Night                                                    |
| Sconfitta | 9–1    | Rick Story        | Decisione (unanime)                    | The Ultimate Fighter 12 Finale          | 4 dicembre 2010   | 3     | 5:00  | Las Vegas, Stati Uniti       |                                                                    |
| Vittoria  | 9–0    | Charlie Brenneman | KO Tecnico (pugni)                     | UFC 117: Silva vs. Sonnen               | 7 agosto 2010     | 2     | 0:40  | Oakland, Stati Uniti         |                                                                    |
| Vittoria  | 8–0    | TJ Grant          | Decisione (maggioranza)                | UFC 113: Machida vs. Shogun 2           | 8 maggio 2010     | 3     | 5:00  | Montréal, Canada             |                                                                    |
| Vittoria  | 7–0    | Ricardo Funch     | Decisione (unanime)                    | UFC 107: Penn vs. Sanchez               | 12 dicembre 2009  | 3     | 5:00  | Memphis, Stati Uniti         |                                                                    |
| Vittoria  | 6–0    | Amir Sadollah     | KO Tecnico (pugni)                     | UFC 101: Declaration                    | 8 agosto 2009     | 1     | 0:29  | Filadelfia, Stati Uniti      | Debutto in UFC                                                     |
| Vittoria  | 5–0    | Alex Serdyukov    | Decisione (unanime)                    | WEC 39: Brown vs. Garcia                | 1º marzo 2009     | 3     | 5:00  | Corpus Christi, Stati Uniti  | Fight of the Night                                                 |
| Vittoria  | 4–0    | Justin Haskins    | KO Tecnico (pugni)                     | WEC 37: Torres vs. Tapia                | 3 dicembre 2008   | 2     | 0:43  | Las Vegas, Stati Uniti       | Debutto in WEC                                                     |
| Vittoria  | 3–0    | Richard Gamble    | Sottomissione (D'Arce choke)           | HDNet Fights Xtreme Fighting League 1   | 15 marzo 2008     | 1     | 1:45  | Tulsa, Stati Uniti           |                                                                    |
| Vittoria  | 2–0    | Spencer Cowley    | KO Tecnico (pugni)                     | Snakebite Fight Night                   | 16 novembre 2007  | 2     | 0:35  | Tulsa, Stati Uniti           |                                                                    |
| Vittoria  | 1–0    | Victor Rackliff   | KO Tecnico (pugni)                     | MOTC XVI: Masters of the Cage 16        | 28 settembre 2007 | 3     | 1:54  | Oklahoma City, Stati Uniti   |                                                                    |